# Ansökarland
Ett ansökarland är ett land som har ansökt om medlemskap i Europeiska unionen. För att få ansöka om medlemskap måste ansökarlandet vara ”europeiskt” och respektera unionens grundläggande värden, i enlighet med unionens fördrag.
Medlemskapsansökan skickas till Europeiska unionens råd. Europeiska kommissionen ansvarar för att utvärdera ansökarlandets uppfyllande av Köpenhamnskriterierna, de kriterier som måste uppfyllas innan ett land kan ansluta sig till unionen. Kommissionen lämnar därefter ett yttrande till rådet, som beslutar med enhällighet om ansökarlandet ska beviljas status som kandidatland, vilket är ett krav för att kunna inleda medlemskapsförhandlingar. Beslutet måste även godkännas av Europeiska rådet.
Efter att ett ansökarland har beviljats status som kandidatland kan medlemskapsförhandlingar inledas med syfte att fastställa medlemskapsvillkoren. Detta utmynnar i ett anslutningsfördrag, som sedan måste ratificeras av ansökarlandet och alla medlemsstater i enlighet med deras respektive konstitutionella bestämmelser innan det kan träda i kraft och ansökarlandet blir en medlemsstat.

## Nuvarande ansökarländer
Nuvarande ansökarländer innefattar
- Albanien
- Bosnien och Hercegovina
- Georgien
- Kosovo
- Moldavien
- Montenegro
- Nordmakedonien
- Serbien
- Turkiet
- Ukraina

## Tidigare ansökarländer
Tidigare ansökarländer som senare anslöt sig till unionen:
- Bulgarien
- Cypern
- Danmark
- Estland
- Finland
- Grekland
- Irland
- Kroatien
- Lettland
- Litauen
- Malta
- Polen
- Portugal
- Rumänien
- Slovakien
- Slovenien
- Spanien
- Storbritannien
- Sverige
- Tjeckien
- Ungern
- Österrike

Tidigare ansökarländer som senare drog tillbaka sin ansökan:
- Island
- Liechtenstein
- Norge
- Schweiz

Tidigare ansökarländer vars ansökan avslogs av Europeiska rådet:
- Marocko